# Marta Trivi
Marta Trivi (Málaga, 1988) estudió Ciencias del mar, española especializada en el mundo de los videojuegos y en el papel de las mujeres en esta industria. También escribe sobre cine y sobre cultura popular en general.

## Trayectoria
Trivi creó en 2008 el pódcast semanal Choquejuergas que conduce junto a Alberto Corona, para debatir sobre cultura y que ha superado las 8 temporadas. Fue además locutora del pódcast Reload (desde febrero de 2018 hasta abril de 2023) y presentadora del pódcast Recarga Activa (desde junio de 2021 hasta mayo de 2023), entre otros.
Es una de las autoras del libro Super Mes Mini (2017) que recopila veinticinco artículos sobre algunos de los juegos más emblemáticos de la consola de 16 bits Super Nintendo.
En 2018 Trivi comenzó como redactora en la web sobre la industria del videojuego AnaitGames, portal que llegó a dirigir. También fue colaboradora habitual del portal de crítica cultural Cultura caníbal.
Fue coautora junto a Marina Amores del libro ¡Protesto!: videojuegos desde una perspectiva de género (2018), el primer conjunto de ensayos en castellano que trata los prejuicios y actitudes sexistas a las que se enfrentan las mujeres en el sector (tanto usuarias como profesionales). Con Amores también colaboró en la serie documental Nerfeadas (2020) sobre el machismo en los videojuegos, siendo guionista y una de las entrevistadoras.

## Reconocimientos
Fue reconocida en tres ocasiones con los premios que vota la comunidad del portal DeVuego: Mejor Directora de Medio 2021; Mejor R/C de Web/Blog 2022; Mejor Redactora Web 2023.